# Francis Daniel Pastorius
Pour les articles homonymes, voir Pastorius.
Francis Daniel Pastorius, né le 26 septembre 1651 à Sommerhausen, en Franconie (aujourd'hui en Bavière) et mort entre le 26 décembre 1719 et 13 janvier 1720 à Germantown (dans l'État actuel de la Pennsylvanie), est un juriste, enseignant, mandataire, écrivain et abolitionniste connu pour avoir fondé, à l'âge de 32 ans, la ville de Germantown, aujourd'hui incluse dans le comté Philadelphie. Piétiste et  converti au quakerisme lors de son arrivée dans les colonies anglaises, il fait partie des premiers anti-esclavagistes au sein des colonies de l'Empire britannique en Amérique du Nord.

## Biographie

### Jeunesse et formation

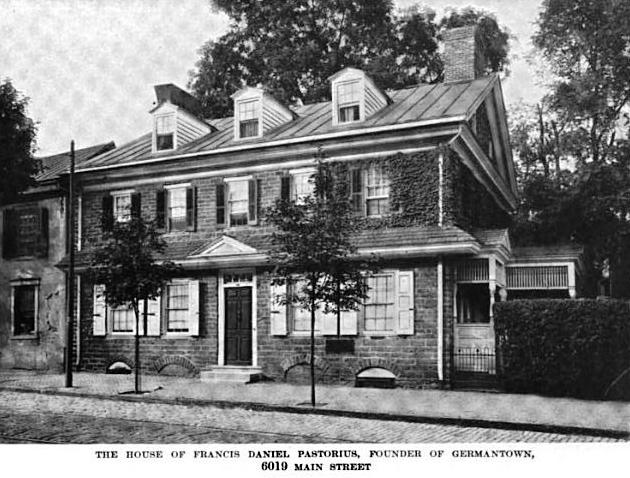
Maison de Francis Daniel Pastorius à Germantown

Francis Daniel Pastorius est le fils unique de Melchior Adam Pastorius et de Magdalena Dietz Johenn, une famille prospère luthérienne. Melchior Pastorius était un fonctionnaire municipal qui a occupé diverses fonctions publiques  dans la ville impériale de Windsheim. Francis Daniel Pastorius suit ses études secondaires au Gymnasium de Windsheim puis, de 1668 à 1675, il entreprend des études de droit dans plusieurs universités : l'université de Strasbourg, l'université de Bâle, l'université d'Iéna, l'université d'Altdorf et  enfin l'université de Nuremberg, où il obtient un doctorat en droit. En 1676. Il ouvre et dirige un cabinet d'avocats à Windsheim jusqu'en 1679 où il ouvre un nouveau cabinet à Francfort-sur-le-Main. À Francfort il fait la connaissance du théologien, le docteur Johann Heinrich Horb (de) qui va lui faire découvrir le piétisme. Grâce à au Dr Johann Heinrich Horb, Pastorius devient le précepteur d'un jeune noble, Johann Bonaventura von Bodeck, de 1680-1682, qu'il accompagnera dans une tournée européenne : Allemagne, Angleterre, France, Suisse, Hollande,,,,,,,.

### Carrière

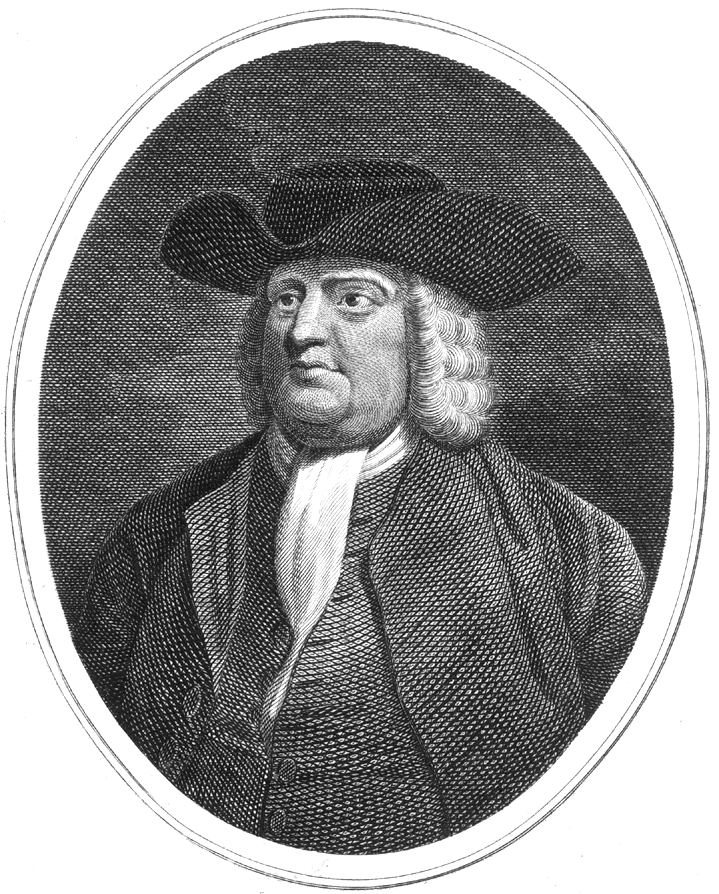
William Penn.

En 1683, un groupe de Mennonites, de piétistes luthériens, et de Quakers de la ville de Francfort qui ont fondé la Frankfort Land Company demande à Pastorius d'être l'agent de la compagnie pour acheter de la terre en Pennsylvanie en vue de s'y installer. Pastorius part pour Philadelphie à bord de l'America, une fois arrivé le 20 août 1683, il négocie l'achat de 15000 acres (61 km²) auprès de William Penn, propriétaire de la colonie, et il fonde ainsi l'implantation pour le compte de la Frankfort Land Company qu'il baptise Germantown. Au contact de William Penn il se convertit à la doctrine des Quakers,,,,,,,.   
Le 6 octobre 1683, les trente trois premiers colons envoyés par la Frankfort Land Company et venant de la ville de Krefeld débarquent du Concord. Ils sont accueillis par William Penn qu'ils ont connu lors de ses tournées en Allemagne en 1677,. Pour attirer des colons, en 1684, Pastorius écrit un récit sur l'attractivité de Germantown : Positive Information From America, concerning the Country of Pennsylvania by a German who Traveled There,.    
Citoyen actif de Germantown, où il résidera jusqu'à sa mort, il occupera différentes fonctions. Il est d'abord représentant des propriétaires fonciers de la Frankfort Land Company, et supervise l'essor économique de la jeune colonie. Les nouveaux colons souvent d'anciens tisserands qui avaient du mal à s'adapter à la vie agricole et aux métiers du bâtiment pour subvenir à leurs besoins, mettant en situation délicate Pastorius en tant que percepteur des loyers, qui demande dès 1685 à être déchargé de cette mission ;  sa requête étant refusée par la compagnie, il restera son représentant jusqu'en 1700.  Outre son poste de mandataire, il enseigne à la Friends School of Philadelphia, l'actuelle Friends Select School (en), et plus tard à la Germantown Friends School (en), il est également maire, huissier de justice et greffier du tribunal,,,,.
Pastorius écrit sur des sujets très variés comme une description géographique détaillée de la Pennsylvanie (1700),  la Young Country-Clerks Collection compilation de modèles et d'exemples de documents juridiques, A New Primmer ou Methodical Directions to Atain the True Spelling, Reading, and Writing of English, qui est une initiation à la langue anglaise, des poèmes, des documents religieux, des guides sur l'agriculture et l'apiculture, et des articles sur divers sujets. Il a également écrit sur des sujets plus personnels. Il a écrit un récit de sa vie en Allemagne et de son voyage en Pennsylvanie et a rassemblé ses diverses connaissances dans son Bee-Hive, un recueil de conseils, d'informations et de sagesse destinés à ses fils,,,,,,.
En 1688, affligé par la condition des Noirs réduits à l'esclavage, avec trois autres quakers (Garret Hendericks, Derick op den Graeff, et Abraham op den Graeff (en)) Pastorius signe le tout premier manifeste anti-esclavagiste à être publié au sein des colonies anglaises du Nouveau Monde, qui sera rejeté par la Réunion Annuelle des Quakers de Philadelphie. Un siècle plus tard, sous l'impulsion des quakers Antoine Bénézet et John Wollman, se créée la première société antiesclavagiste sur le sol des jeunes États-Unis, la Pennsylvania Abolition Society à Philadelphie le 14 avril 1775. L'historien britannique Brycchan Carey (en), auteur de From Peace to Freedom: Quaker Rhetoric and the Birth of American Antislavery, 1658-1761, dit que ce manifeste fut un événement décisif pour le développement de la pensée abolitionniste des Quakers,,,,,,,.

### Vie personnelle

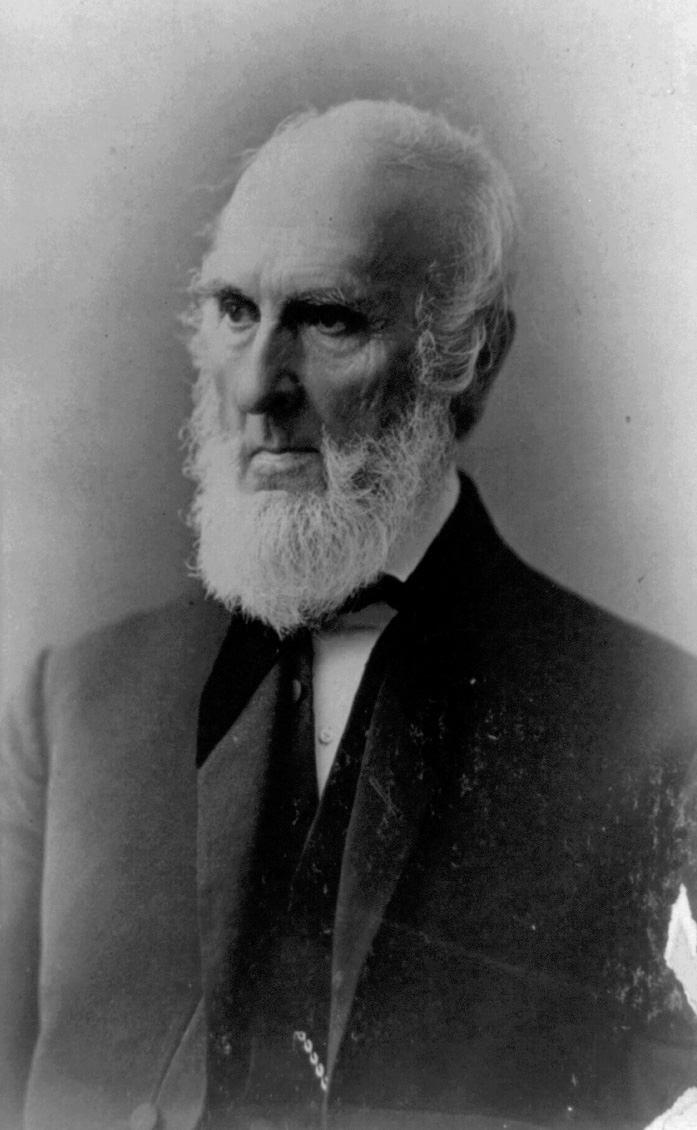
John Greenleaf Whittier.

Le 6 novembre 1688, il épouse Ennecke Klostermanns. Ils ont deux fils : Johann Samuel Pastorius (1690-1722) et Heinrich Pastorius (1692-1726),,,. 
Pastorius meurt en décembre 1719 ou janvier 1720. Sa vie a inspiré le poète quaker John Greenleaf Whittier qui a écrit The Pennsylvania Pilgrim,.
Francis Daniel Pastorius repose au Germantown Preparatory Meeting of Friends Cemetery (cimetière des Quakers) de Germantown dans le comté de Philadelphie.

### Archives
Les archives de Francis Daniel Pastorius sont déposées et consultables à la bibliothèque de l'Historical Society of Pennsylvania (en) au 1300 Locust Street, Philadelphie,.

## Œuvres
Une sélection de poèmes de Pastorius sont éditées récemment :
- Harrison T. Meserole, American Poetry of the Seventeenth Century, Penn State University Press, 1 janvier 1985, rééd. 1 novembre 2001, 580 p. (ISBN 9780271004198, lire en ligne), p. 293-304,

Une anthologie de ses principaux texte a été publiée en 2019 :
- The Francis Daniel Pastorius Reader: Writings by an Early American Polymath, Pennsylvania State University Press, 2 août 2019, 480 p. (ISBN 9780271083285).

Le récit de Pastorius de son voyage sur l’America est consultable sur le site de The American Yawp Reader.

## Divers
En dépit des convictions pacifistes caractérisant les Quakers, le nom de Pastorius sera utilisé de façon abusive par les nazis en 1942 pour nommer l'« opération Pastorius », un projet manqué d'attaque contre les États-Unis dont Philadelphie était une cible,.

## Hommages
- En 1917 la ville de Philadelphie érige un monument à la mémoire de Francis Daniel Pastorius, une statue réalisée par Albert Jaegers (en)[25].

## Pour approfondir

#### Notices dans des encyclopédies et manuels de références
- (en-US) Dictionary of American biography, Scribner, 1962, 649 p. (ISBN 9780684141442, lire en ligne), p. 290-291,
- (en) James Levernier (dir.), American Writers Before 1800, vol. 2 : G-P, Westport, Connecticut, Greenwood Press, 24 janvier 1984 (ISBN 9780313234774, lire en ligne), p. 1141-1143. ,
- (en-US) Emory Elliott (dir.), American Colonial Writers : 1606-1734, Detroit, Michigan, Gale Research, 3 février 1984, 419 p. (ISBN 9780810317031, lire en ligne), p. 245-247. ,
- (en-US) American Council Of Learned Societies, Concise Dictionary of American Biography: Complete to 1970, New York, Charles Scribner's Sons, 1990, 1536 p. (ISBN 9780684191881, lire en ligne), p. 862,
- (en-US) Leslie Stephen (dir.), The dictionary of national biography, : From the earliest times to 1900, vol. 15, New York, Oxford University Press, USA, 31 décembre 1998, 1355 p. (ISBN 9780198651031, lire en ligne), p. 453-454. ,
- (en-US) John A. Garraty (dir.), American National Biography, vol. 17 : Park - Pushmataha, New York, Oxford University Press, USA, 1er janvier 1999, 952 p. (ISBN 9780195127966, lire en ligne), p. 111-112.
- (en-US) Henry Warner Bowden (dir.), Dictionary of American Religious Biography, Westport, Connecticut, Greenwood Press (réimpr. 1993) (1re éd. 1977), 581 p. (ISBN 9780837189062, lire en ligne), p. 355-356. ,
- (en-US) Brian Howard Harrison & Lawrence Goldman (dir.) et Natalie Zacek (rédacteur), Oxford Dictionary of National Biography, vol. 42, New York, Oxford University Press, USA, 23 septembre 2004 (ISBN 9780198614111, lire en ligne),
- (en-US) Jeffrey H. Gray, James McCorkle & Mary Balkun (dir.), The Greenwood Encyclopedia Of American Poets And Poetry, vol. 4 : M -- R, Westport, Connecticut, Greenwood Press, 30 décembre 2005, 1409 p. (ISBN 9780313330124, lire en ligne), p. 1226-1227. ,

#### Essais et biographies
- (en-US) Marion Dexter, The Life of Francis Daniel Pastorius, the Founder of Germantown, Scholar's Choice, 13 février 2015, 506 p. (ISBN 9781296003180),

#### Articles anglophones

##### Années 1870-1899
- Oswald Seidensticker, « William Penn's Travels in Holland and Germany in 1677 », The Pennsylvania Magazine of History and Biography, vol. 2, no 3,‎ 1878, p. 237-282 (46 pages) (lire en ligne ),
- Samuel W. Pennypacker, « The Settlement of Germantown, and the Causes Which Led to It », The Pennsylvania Magazine of History and Biography, vol. 4, no 1,‎ 1880, p. 1-41 (41 pages) (lire en ligne ),
- Townsend Ward & Pl. Caduche, « Germantown Road and Its Associations », The Pennsylvania Magazine of History and Biography, vol. 5, no 2,‎ 1881, p. 121-140 (22 pages) (lire en ligne ),
- Townsend Ward & James T. Mitchell, « The Germantown Road and Its Associations (continued) », The Pennsylvania Magazine of History and Biography, vol. 5, no 3,‎ 1881, p. 241-258 (22 pages) (lire en ligne ),
- « Articles of Agreement between the Members of the Frankfort Company, 1686 », The Pennsylvania Magazine of History and Biography, vol. 15, no 2,‎ 1891, p. 205-211 (7 pages) (lire en ligne ),
- Samuel W. Pennypacker, « The Pennsylvania Dutchman, and Wherein He Has Excelled », The Pennsylvania Magazine of History and Biography, vol. 22, no 4,‎ 1898, p. 452-457 (6 pages) (lire en ligne ),

##### Années 1900-1999
- Charles F. Jenkins, « Address at the Dedication of the Tablet to the Memory of Francis Daniel  Pastorius, Tenthe Monthe, 1924 », Bulletin of Friends Historical Association,, vol. 14, no 1,‎ printemps 1925, p. 27-33 (7 pages) (27-33 (7 pages) ),
- Beatrice Pastorius Turner, « William Penn and Pastorius », The Pennsylvania Magazine of History and Biography, vol. 57, no 1,‎ 1933, p. 66-90 (26 pages) (lire en ligne ),
- S. Foster Damon, « Francis Daniel Pastorius », Poetry, vol. 44, no 1,‎ avril 1934, p. 37-40 (4 pages) (lire en ligne ),
- Shirley Hershey Showalter, « The Herbal Signs of Nature's Page, a Study of Francis Daniel Pastorius View of Nature », Quaker History, vol. 71, no 2,‎ 1982, p. 89-99 (11 pages) (lire en ligne ),
- Ira V. Brown, « Pennsylvania's  Antislavery Pioneers, 1688–1776 », Pennsylvania History: A Journal of Mid-Atlantic Studies, vol. 55, no 2,‎ avril 1988, p. 59-77 (19 pages) (lire en ligne ),
- Lyman W. Riley, « Books from the "Beehive" Manuscript of Francis Daniel Pastorius », Quaker History, vol. 83, no 2,‎ 1994, p. 116-129 (14 pages) (lire en ligne ),
- Alfred L. Brophy, « Notes and Documents: The Quaker Bibliographic World of Francis Daniel Pastorius's Bee Hive », The Pennsylvania Magazine of History and Biography, vol. 122, no 3,‎ juillet 1998, p. 241-291 (51 pages) (lire en ligne ),

##### Années 2000-2019
- Patrick M. Erben, « "Honey-Combs" and "Paper-Hives": Positioning Francis Daniel Pastorius's Manuscript Writings in Early Pennsylvania », Early American Literature, vol. 37, no 2,‎ 2002, p. 157-194 (38 pages) (lire en ligne ),
- (en-US) Katharine Gerbner, « 'We are against the Traffik of Men-body" : The Germantown Quaker Protest of 1688 and the Origins of American Abolitionnism », Pennsylvania History: A Journal of Mid-Atlantic Studies, Vol. 74, No. 2,‎ printemps 2007, p. 149-172 (24 pages) (lire en ligne),
- Katherine Gerbner, « Antislavery in Print: The Germantown Protest, the "Exhortation," and the Seventeenth-Century Quaker Debate on Slavery », Early American Studies, vol. 9, no 3,‎ 2011, p. 552-575 (24 pages) (lire en ligne ),
- Anthony Grafton, « The Republic of Letters in the American Colonies: Francis Daniel Pastorius Makes a Notebook », The American Historical Review,, vol. 117, no 1,‎ février 2012, p. 1-39 (40 pages) (lire en ligne ),
- Margo M. Lambert, « Mediation, Assimilation, and German Foundations in North America: Francis Daniel Pastorius as Cultural Broker », Pennsylvania History: A Journal of Mid-Atlantic Studies, vol. 84, no 2,‎ printemps 2017, p. 141-170 (30 pages) (lire en ligne )